# Christian Noboa
Christian Fernando Noboa Tello (Guayaquil, 9 de abril de 1985) é um ex-futebolista equatoriano que atuava como meia. Jogou pela última vez pelo Emelec.

## Carreira
Christian Noboa começou no Emelec em 2004, e em 2007 transferiu-se ao Rubin Kazan; em 2012 foi ao Dínamo de Moscou, passou por PAOK, Rostov, Zenit, retornou ao Rubin (empréstimo), transferiu-se ao Sochi em 2019 e, em janeiro de 2024, retornou ao Emelec. Contudo, uma lesão sofrida em um amistoso impediu-o de atuar em qualquer partida oficial por mais de um ano, levando-o a anunciar sua aposentadoria em maio de 2025.

## Títulos
Rubin Kazan
- Campeonato Russo: 2008, 2009
- Supercopa da Rússia: 2010

FC Zenit São Petersburgo
- Campeonato Russo: 2018–19